# Шахристан (окольный город)
Шахриста́н (перс. شهرستان‎ от перс. شهر‎ [ʃāhɾ] — город и перс. ستان‎ [stān] — место), меди́на — в Средние века часть иранского и среднеазиатского города, находившаяся внутри городских стен, но снаружи цитадели. Обычно имел геометрически правильные очертания городских стен и иногда планировку улиц.
В шахристане находились правительственные учреждения, казармы, лавки, ремесленные мастерские, постоялые дворы и жилища. Снаружи него находились торгово-ремесленные предместья (рабад), некрополи, караван-сараи, усадьбы, иногда — цитадель.

## Планировка
Зачастую, стены шахристана имели форму правильного четырёхугольника. Город пересекала центральная торговая улица, зачастую перекрывавшаяся торговыми куполами. Для разгрузки центральных улиц по сторонам строились небольшие площади-карманы, как, например, Пои-Калян в Бухаре.
Шахристан делился на городские кварталы — махалля, заселявшиеся по ремесленному признаку. В каждой махалля имелись свои хауз и квартальная мечеть, а жители осуществляли самоуправление.